# (11056) Volland
(11056) Volland ist ein Asteroid des Hauptgürtels. Er wurde am 6. Juni 1991 vom belgischen Astronomen Eric Walter Elst am La-Silla-Observatorium (IAU-Code 809) der Europäischen Südsternwarte in Chile entdeckt.
Der Asteroid gehört der Vesta-Familie an, einer großen Gruppe von Asteroiden, benannt nach (4) Vesta, dem zweitgrößten Asteroiden und drittgrößten Himmelskörper des Hauptgürtels. Die zeitlosen (nichtoskulierenden) Bahnelemente von (11056) Volland sind fast identisch mit denjenigen von drei kleineren, wenn man von der Absoluten Helligkeit von 15,2, 16,4 und 16,7 gegenüber 13,9 ausgeht, Asteroiden: (119404) 2001 TK63, (136981) 1998 SF3 und (317582) 2002 WL15.
(11056) Volland wurde am 23. Mai 2000 nach der französischen aufgeklärte Intellektuellen Sophie Volland (1720–1784) benannt, die eine enge Vertraute und Brieffreundin des französischen Philosophen Denis Diderot war.